# President Head
President Head (in Argentinien Punta Tortuga für Schildkrötenspitze) ist eine aufragende Landspitze am nordöstlichen Ausläufer von Snow Island im Archipel der Südlichen Shetlandinseln bildet.
US-amerikanische Robbenjäger aus Stonnington, die zwischen 1820 und 1821 in den Gewässern um die Südlichen Shetlandinseln operierten, benannten Snow Island als President Island. Diese Benennung setzte sich allerdings nicht durch. Zu ihrer Bewahrung übertrug sie das UK Antarctic Place-Names Committee im Jahr 1961 auf die hier beschriebene Landspitze. Die argentinische Benennung ist deskriptiv und bezieht sich auf die Form der Landspitze.